# مونیک گابریلا کرنن
مونیک گابریلا کِرنِـن (انگلیسی: Monique Gabriela Curnen؛ ۷ سپتامبر ۱۹۷۰) یک هنرپیشه اهل ایالات متحده آمریکا است.

## گزیدهٔ آثار

### سینما
- شیوع (۲۰۱۱)
- سریع و خشمگین ۴ (۲۰۰۹)
- شوالیه تاریکی (۲۰۰۸)
- ماریا سرشار از برکت (۲۰۰۴)
- کیت و لئوپولد (۲۰۰۱) (نامش در عنوان‌بندی فیلم نیامده)

### تلویزیون
- مظنون (۲۰۱۴)
- منتالیست (۲۰۱۲)
- سی‌اس‌آی (۲۰۱۱)
- به من دروغ بگو (۲۰۱۱–۲۰۱۰)
- فرزندان آشوب (۲۰۱۰)
- قانون و نظم: واحد قربانیان ویژه (۲۰۱۰)
- سی‌اس‌آی: میامی (۲۰۰۹)
- بخش فوریت‌های پزشکی (۲۰۰۸)
- یگان (۲۰۰۷)
- دکستر (۲۰۰۶)